# 児湯郡

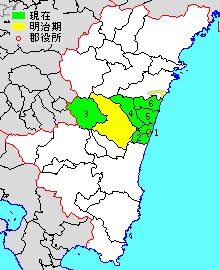
宮崎県児湯郡の位置（1.高鍋町 2.新富町 3.西米良村 4.木城町 5.川南町 6.都農町）

- 令制国一覧 > 西海道 > 日向国 > 児湯郡
- 日本 > 九州地方 > 宮崎県 > 児湯郡

児湯郡（こゆぐん）は、宮崎県（日向国）の郡。
人口63,875人、面積714.99km²、人口密度89.3人/km²。（2025年2月1日、推計人口）
以下の5町1村を含む。
- 高鍋町（たかなべちょう）
- 新富町（しんとみちょう）
- 西米良村（にしめらそん）
- 木城町（きじょうちょう）
- 川南町（かわみなみちょう）
- 都農町（つのちょう）

## 郡域
1879年（明治12年）に行政区画として発足した当時の郡域は、上記5町1村に西都市および宮崎市の一部（佐土原町下富田の一部）、日向市の一部（美々津町）を加えた区域にあたる。

## 歴史

### 古代
和名類聚抄によると、郡は八つの郷から構成されており、三納郷、都野郷、穂北郷、大垣郷、覩唹郷、三宅郷、韓家郷、平群郷が記載されている。

#### 式内社
『延喜式』神名帳に記される郡内の式内社。
| 神名帳             | 神名帳 | 神名帳 | 神名帳 | 比定社   | 比定社                 | 比定社               | 集成 |
| 社名               | 読み   | 格     | 付記   | 社名     | 所在地                 | 備考                 | 集成 |
| ------------------ | ------ | ------ | ------ | -------- | ---------------------- | -------------------- | ---- |
| 児湯郡 2座（並小） |        |        |        |          |                        |                      |      |
| 都農神社           | ツノノ | 小     |        | 都農神社 | 宮崎県児湯郡都農町川北 | 日向国一宮           |      |
| 都万神社           | ツマノ | 小     |        | 都萬神社 | 宮崎県西都市妻         | （日向国二宮・総社） |      |
| 凡例を表示         |        |        |        |          |                        |                      |      |

### 近世以降の沿革
- 「旧高旧領取調帳」に記載されている明治初年時点での支配は以下の通り。（5町38村）

| 知行   | 知行         | 村数     | 村名 |
| ------ | ------------ | -------- | --- |
| 幕府領 | 西国筋郡代   | 10村     | 現王島村、黒生野村、岡富村、清水村、三宅村、右松村、調殿村、童子丸村、南方村、穂北村                                                           |
| 藩領   | 日向高鍋藩   | 3町 13村 | 高城町、都農町、美々津町、高鍋村、上江村、椎木村、高城村、石河内村、川原村、平田村、持田村、川南村、三納代村、日置村、川北村、高松村           |
| 藩領   | 日向佐土原藩 | 2町 15村 | 妻町、都於郡町、岩爪村、荒武村、山田村、上三財村、加勢村、三納村、平郡村、下三財村、藤田村、鹿野田村、妻村、伊倉村、新田村、上富田村、下富田村 |

- 慶応4年
  - 閏4月25日（1868年6月15日） - 幕府領が富高県の管轄となる。
  - 8月17日（1868年10月2日） - 富高県の管轄区域が日田県の管轄となる。
- 明治4年
  - 2月 - 領知替えにより、日田県の管轄地域が延岡藩領となる。
  - 7月14日（1871年8月29日） - 廃藩置県により、高鍋県、佐土原県、延岡県の管轄となる。
  - 11月14日（1871年12月25日） - 第1次府県統合により美々津県の管轄となる。
- 明治4年（1871年） - 高鍋村の一部が分立して高鍋町となる。（6町38村）
- 明治5年（1872年） - 肥後国球磨郡小川村・越野尾村・銀鏡村・上揚村・八重村・中尾村・村所村・板谷村・竹原村・横野村・上米良村・寒川村・中之又村・尾八重村の所属郡が本郡に変更[1]。（6町52村）
- 明治6年（1873年）1月15日 - 全域が宮崎県（第1次）の管轄となる。
- 明治9年（1876年）8月21日 - 第2次府県統合により鹿児島県の管轄となる。
- 明治12年（1879年）2月17日 - 郡区町村編制法の鹿児島県での施行により、行政区画としての児湯郡が発足。郡役所が高鍋町に設置。
- 明治14年（1881年）
  - 7月28日 - 「宮崎那珂児湯郡役所」が宮崎郡上別府村に設置され、同郡・那珂郡とともに管轄。
  - 高鍋村が分割して北高鍋村・南高鍋村・蚊口浦村となる。（6町54村）
- 明治16年（1883年）5月9日 - 宮崎県（第2次）の管轄となる。
- 明治17年（1884年）1月26日 - 本郡単独の郡役所が再び高鍋町に設置。

### 町村制以降の沿革

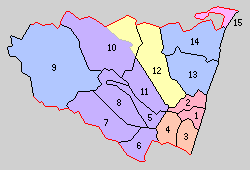
1.高鍋村 2.上江村 3.富田村 4.新田村 5.下穂北村 6.都於郡村 7.三財村 8.三納村 9.西米良村 10.東米良村 11.上穂北村 12.木城村 13.川南村 14.都農村 15.美々津村（紫：西都市 桃：日向市 赤：高鍋町 橙：新富町 黄：木城町 青：合併なし）

- 明治22年（1889年）5月1日 - 町村制の施行により、以下の各村が発足。（15村）
  - 高鍋村 ← 北高鍋村、南高鍋村、蚊口浦村、高鍋町（現・高鍋町）
  - 上江村 ← 上江村、持田村（現・高鍋町）
  - 富田村 ← 上富田村、下富田村、日置村、三納代村（現・新富町）
  - 新田村 ← 新田村、伊倉村（現・新富町）
  - 下穂北村 ← 現王島村、黒生野村、岡富村、清水村、三宅村、右松村、妻町、妻村、右松町[3]（現・西都市）
  - 都於郡村 ← 鹿野田村、都於郡町、岩爪村、荒武村、山田村（現・西都市）
  - 三財村 ← 藤田村、下三財村、上三財村、加勢村、寒川村（現・西都市）
  - 三納村 ← 平郡村、三納村（現・西都市）
  - 西米良村 ← 小川村、村所村、板谷村、越野尾村、上米良村、竹原村、横野村（現存）
  - 東米良村 ← 銀鏡村、上揚村、八重村、中尾村、尾八重村（現・西都市）、中之又村（現・木城町）
  - 上穂北村 ← 南方村、穂北村、調殿村、童子丸村（現・西都市）
  - 木城村 ← 高城町、高城村、川原村、石河内村、椎木村（現・木城町）
  - 川南村 ← 平田村、川南村（現・川南町）
  - 都農村 ← 都農町、川北村（現・都農町）
  - 美々津村 ← 美々津町、高松村（現・日向市）
- 明治30年（1897年）4月1日 - 郡制を施行。
- 明治31年（1898年）10月26日 - 美々津村が町制施行して美々津町となる。（1町14村）
- 明治34年（1901年）2月7日 - 高鍋村が町制施行して高鍋町となる。（2町13村）
- 大正9年（1920年）8月1日 - 都農村が町制施行して都農町となる。（3町12村）
- 大正12年（1923年）4月1日 - 郡会が廃止。郡役所は存続。
- 大正13年（1924年）
  - 4月1日 - 下穂北村が町制施行して下穂北町となる。（4町11村）
  - 8月1日 - 下穂北町が改称して妻町となる。
- 大正15年（1926年）7月1日 - 郡役所が廃止。以降は地域区分名称となる。
- 昭和13年（1938年）10月1日 - 高鍋町・上江村が合併し、改めて高鍋町が発足[4]。（4町10村）
- 昭和28年（1953年）2月11日 - 川南村が町制施行して川南町となる。（5町9村）
- 昭和30年（1955年）
  - 1月1日 - 美々津町が日向市に編入。（4町9村）
  - 4月1日 - 妻町・上穂北村が合併して西都町が発足。（4町8村）
- 昭和33年（1958年）
  - 4月1日 - 西都町・三納村・都於郡村が合併し、改めて西都町が発足。（4町6村）
  - 11月1日 - 西都町が市制施行して西都市となり、郡より離脱。（3町6村）
- 昭和34年（1959年）3月31日 - 新田村・富田村が合併して新富町が発足。（4町4村）
- 昭和37年（1962年）4月1日（4町2村）
  - 三財村が西都市に編入。
  - 東米良村が分割し、一部（銀鏡・上揚・八重・中尾・尾八重）が西都市、残部（中之又）が木城村にそれぞれ編入。
- 昭和48年（1973年）4月1日 - 木城村が町制施行して木城町となる。（5町1村）
- 平成17年（2005年）2月18日 - 新富町の一部が佐土原町に編入。

### 変遷表
| 明治22年以前 | 明治22年5月1日 | 明治22年 - 昭和19年          | 明治22年 - 昭和19年          | 昭和20年 - 昭和29年  | 昭和30年 - 昭和63年                                            | 昭和30年 - 昭和63年                                            | 平成1年 - 現在 | 現在     |
| ------------ | -------------- | ---------------------------- | ---------------------------- | -------------------- | -------------------------------------------------------------- | -------------------------------------------------------------- | -------------- | -------- |
|              | 美々津村       | 明治31年10月26日 町制        | 明治31年10月26日 町制        | 美々津町             | 昭和30年1月1日 日向市に編入                                    | 昭和30年1月1日 日向市に編入                                    | 日向市         | 日向市   |
|              | 都農村         | 大正9年8月1日 町制           | 大正9年8月1日 町制           | 都農町               | 都農町                                                         | 都農町                                                         | 都農町         | 都農町   |
|              | 川南村         | 川南村                       | 川南村                       | 昭和28年2月11日 町制 | 川南町                                                         | 川南町                                                         | 川南町         | 川南町   |
|              | 高鍋村         | 明治34年2月7日 町制          | 明治34年2月7日 町制          | 高鍋町               | 高鍋町                                                         | 高鍋町                                                         | 高鍋町         | 高鍋町   |
|              | 上江村         | 昭和13年10月1日 高鍋町に編入 | 昭和13年10月1日 高鍋町に編入 | 高鍋町               | 高鍋町                                                         | 高鍋町                                                         | 高鍋町         | 高鍋町   |
|              | 新田村         | 新田村                       | 新田村                       | 新田村               | 昭和34年3月31日 新富町                                         | 昭和34年3月31日 新富町                                         | 新富町         | 新富町   |
|              | 富田村         | 富田村                       | 富田村                       | 富田村               | 昭和34年3月31日 新富町                                         | 昭和34年3月31日 新富町                                         | 新富町         | 新富町   |
|              | 木城村         | 木城村                       | 木城村                       | 木城村               | 木城村                                                         | 昭和48年4月1日 町制                                            | 木城町         | 木城町   |
|              | 東米良村       | 東米良村                     | 東米良村                     | 東米良村             | 昭和37年4月1日 木城村に編入 （中之又）                         | 昭和48年4月1日 町制                                            | 木城町         | 木城町   |
|              | 東米良村       | 東米良村                     | 東米良村                     | 東米良村             | 昭和37年4月1日 西都市に編入 （銀鏡・上場・中尾・八重・尾八重） | 昭和37年4月1日 西都市に編入 （銀鏡・上場・中尾・八重・尾八重） | 西都市         | 西都市   |
|              | 下穂北村       | 大正13年4月1日 町制          | 大正13年8月1日 改称 妻町     | 妻町                 | 昭和30年4月1日 西都町                                          | 昭和33年11月1日 市制                                           | 西都市         | 西都市   |
|              | 上穂北村       | 上穂北村                     | 上穂北村                     | 上穂北村             | 昭和30年4月1日 西都町                                          | 昭和33年11月1日 市制                                           | 西都市         | 西都市   |
|              | 都於郡村       | 都於郡村                     | 都於郡村                     | 都於郡村             | 昭和33年4月1日 西都町に編入                                    | 昭和33年11月1日 市制                                           | 西都市         | 西都市   |
|              | 三納村         | 三納村                       | 三納村                       | 三納村               | 昭和33年4月1日 西都町に編入                                    | 昭和33年11月1日 市制                                           | 西都市         | 西都市   |
|              | 三財村         | 三財村                       | 三財村                       | 三財村               | 三財村                                                         | 昭和37年4月1日 西都市に編入                                    | 西都市         | 西都市   |
|              | 西米良村       | 西米良村                     | 西米良村                     | 西米良村             | 西米良村                                                       | 西米良村                                                       | 西米良村       | 西米良村 |

## 行政
鹿児島県児湯郡長
| 代 | 氏名 | 就任年月日                | 退任年月日                | 備考 |
| -- | ---- | ------------------------- | ------------------------- | ---- |
| 1  |      | 明治12年（1879年）2月17日 |                           |      |
|    |      |                           | 明治14年（1881年）7月27日 | 廃官 |

鹿児島県宮崎・那珂・児湯郡長
| 代 | 氏名 | 就任年月日                | 退任年月日               | 備考         |
| -- | ---- | ------------------------- | ------------------------ | ------------ |
| 1  |      | 明治11年（1878年）7月28日 |                          |              |
|    |      |                           | 明治16年（1883年）5月8日 | 宮崎県に移管 |

宮崎県宮崎・那珂・児湯郡長
| 代 | 氏名 | 就任年月日               | 退任年月日                | 備考 |
| -- | ---- | ------------------------ | ------------------------- | ---- |
| 1  |      | 明治16年（1883年）5月9日 |                           |      |
|    |      |                          | 明治17年（1884年）1月25日 | 廃官 |

宮崎県児湯郡長
| 代 | 氏名 | 就任年月日                | 退任年月日                | 備考                   |
| -- | ---- | ------------------------- | ------------------------- | ---------------------- |
| 1  |      | 明治17年（1884年）1月26日 |                           |                        |
|    |      |                           | 大正15年（1926年）6月30日 | 郡役所廃止により、廃官 |